# Chrysolina interstincta
Chrysolina interstincta é uma espécie de artrópode pertencente à família Chrysomelidae.

## Subespécies
- Chrysolina interstincta coiffaiti Bechyné, 1949
- Chrysolina interstincta graellsi Perez, 1872
- Chrysolina interstincta interstincta Suffrian, 1851
- Chrysolina interstincta subseriata Suffrian, 1851